# Мемфис Бит
«Мемфис Бит» (англ. Memphis Beat) — американский драматический телесериал, выходящий на канале TNT с 22 июня 2010 года по 16 августа 2011 года.

## Сюжет
Сериал рассказывает о детективе Дуайте Хендриксе, полицейском из Мемфиса, который любит свою маму, свой город и после работы выступает на сцене клуба в образе Элвиса Пресли. Его спокойный, но эффективный подход к полицейской работе раздражает его новую начальницу, лейтенанта Таню Райс.

## В ролях
- Джейсон Ли — детектив Дуайт Хендрикс
- Элфри Вудард — лейтенант Таня Райс
- Сэм Хеннингс — детектив Чарльз (Уайтхед) Уайт
- Ди Джей Куоллс — офицер Дэйви Саттон
- Селия Уэстон — Пола Энн Хендрикс
- Леонард Эрл Хауз — детектив Реджинальд Гринбек
- Абрахам Бенруби — сержант Джейси Лайтфут